# Ordóñez
Ordóñez é um município da província de Córdova, na Argentina.